# Hyrlager

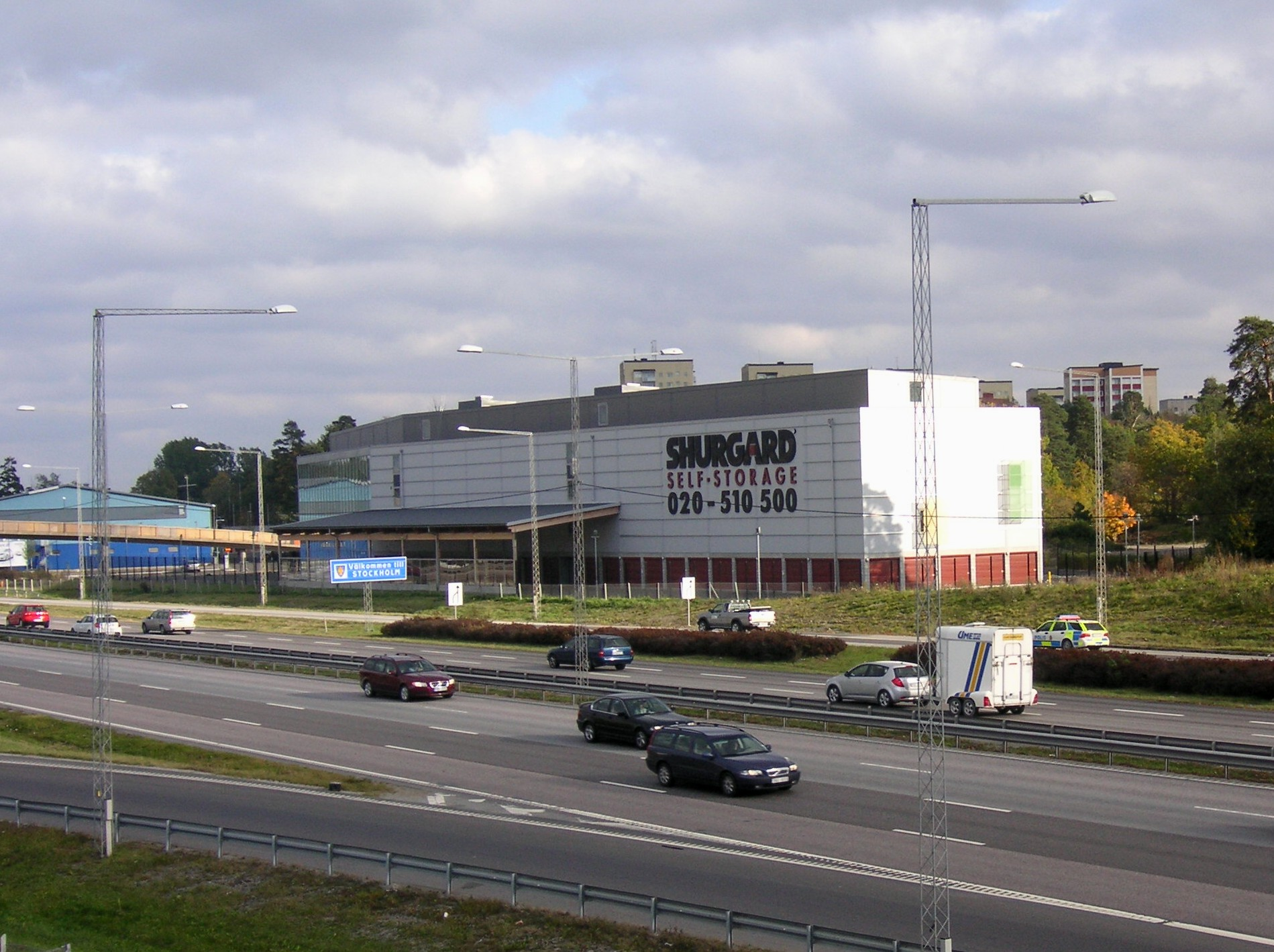
Shurgard i Fruängen på platsen för det tidigare motellet Gyllene ratten.

Hyrlager (self storage) är en form av magasinering i förråd.
Hyrlageridén innebär att företag och privatpersoner kan hyra insynsskyddade förråd i olika storlekar beroende på behov. Kunden har sedan tillgång till sitt förråd med egen nyckel under anläggningens öppettider. Magasinering är en användbar lösning för tillfällig förvaring eller lagring av möbler och andra tillhörigheter.  Till exempel I samband med flytt, resor eller långvariga vistelser utomlands. 
Hyrlager som verksamhet startade i Texas under slutet av 1960-talet och idag finns där 55 000 anläggningar. I Europa finns det närmare 1500 anläggningar och branschen startade i Storbritannien i början av 1980-talet. I Sverige är hyrlager fortfarande i ett uppbyggnadsskede med 50-100 anläggningar runtom i landet. Bland de största finns Shurgard som öppnade i Stockholm 1998, och sedan dess tillkom ett nya 30-tal anläggningar runtom i Sverige.